# Thomas-Emil von Wickede
Thomas-Emil August Karl Ludwig von Wickede (* 23. April 1893 in Verden; † 23. Juni 1944 nahe Waldbach in der Steiermark) war ein deutscher Offizier, zuletzt General der Infanterie im Zweiten Weltkrieg. Er entstammt dem Adelsgeschlecht Wickede.

## Leben
Emil von Wickede war ein Sohn des Postsekretärs Ludwig (Louis) Heinrich Nikolaus von Wickede (* 1844); ein Sohn von Friedrich August von Wickede; und seiner Frau Jeanette Karoline Emilie „Emmy“, geb. von Bötticher (* 1860).
Von Wickede trat am 2. September 1913 als Fahnenjunker beim Füsilier-Regiment Nr. 90 in die Preußische Armee ein, diente dort als Adjutant und wurde dort am 6. August 1914 zum Leutnant ohne Patent (Patent zum 17. Januar 1915 erhalten) befördert. Er diente als Offizier im Ersten Weltkrieg.
Nach Ende des Krieges wurde er in die Reichswehr übernommen, diente in unterschiedlichen Positionen beim Infanterie-Regiment 6 und war ab April 1937 Bataillonskommandeur von II./Infanterie-Regiment 4 in Kolberg, welches er auch nach Beginn des Zweiten Weltkriegs führte. Im März 1938 wurde er zum Oberstleutnant befördert. Für kurze Zeit von Mai 1940 bis Oktober 1940 übernahm er das Kommando über das Infanterie-Regiment 4. Anschließend war er bis Ende Januar 1942 Kommandeur des aus Teilen des Infanterie-Regiments 4 neu aufgestellten Infanterie-Regiments 409 bei der 122. Infanterie-Division, wo er im Februar 1941 zum Oberst befördert worden war. Ab Juni 1942 übernahm er mit der Beförderung zum Generalmajor die 30. Infanterie-Division und wurde dort Anfang 1943 Generalleutnant. Anfang November 1943 übernahm Wickede als Kommandierender General das X. Armeekorps, ab Anfang 1944 als General der Infanterie.
Für den 23. Juni 1944 wurde er gemeinsam mit Generaloberst Eduard Dietl zu einer Besprechung mit Hitler auf den Berghof befohlen. Auf dem Rückweg zerschellte ihr Flugzeug vom Typ Junkers 52 auf der steirischen Seite des etwa 1.800 m hohen Hochwechsels, in Waldbach-Breitenbrunn, und die Trümmer gerieten in Brand. Mit ihnen starben auch die Generale Karl Eglseer und Franz Rossi und fünf weitere Personen. Ihr Tod wurde zuerst aus propagandistischen Gründen geheim gehalten.
Seit Ende November 1926 war er mit Ellen Klüsmann (* 1902) verheiratet.

## Auszeichnungen (Auswahl)
- Eisernes Kreuz (1914) II. und I. Klasse
- Spange zum Eisernen Kreuz II. und I. Klasse (1939)
- Ritterkreuz des Eisernen Kreuzes am 15. August 1940[7]